# 파블레 닌코프
파블레 닌코프(Pavle Ninkov, 1985년 4월 20일, 세르비아, 베오그라드)는 세르비아의 축구 선수이다. 포지션은 수비수이다. 세르비아 축구 국가대표로 2경기에 출전하였다.